# Talayuela

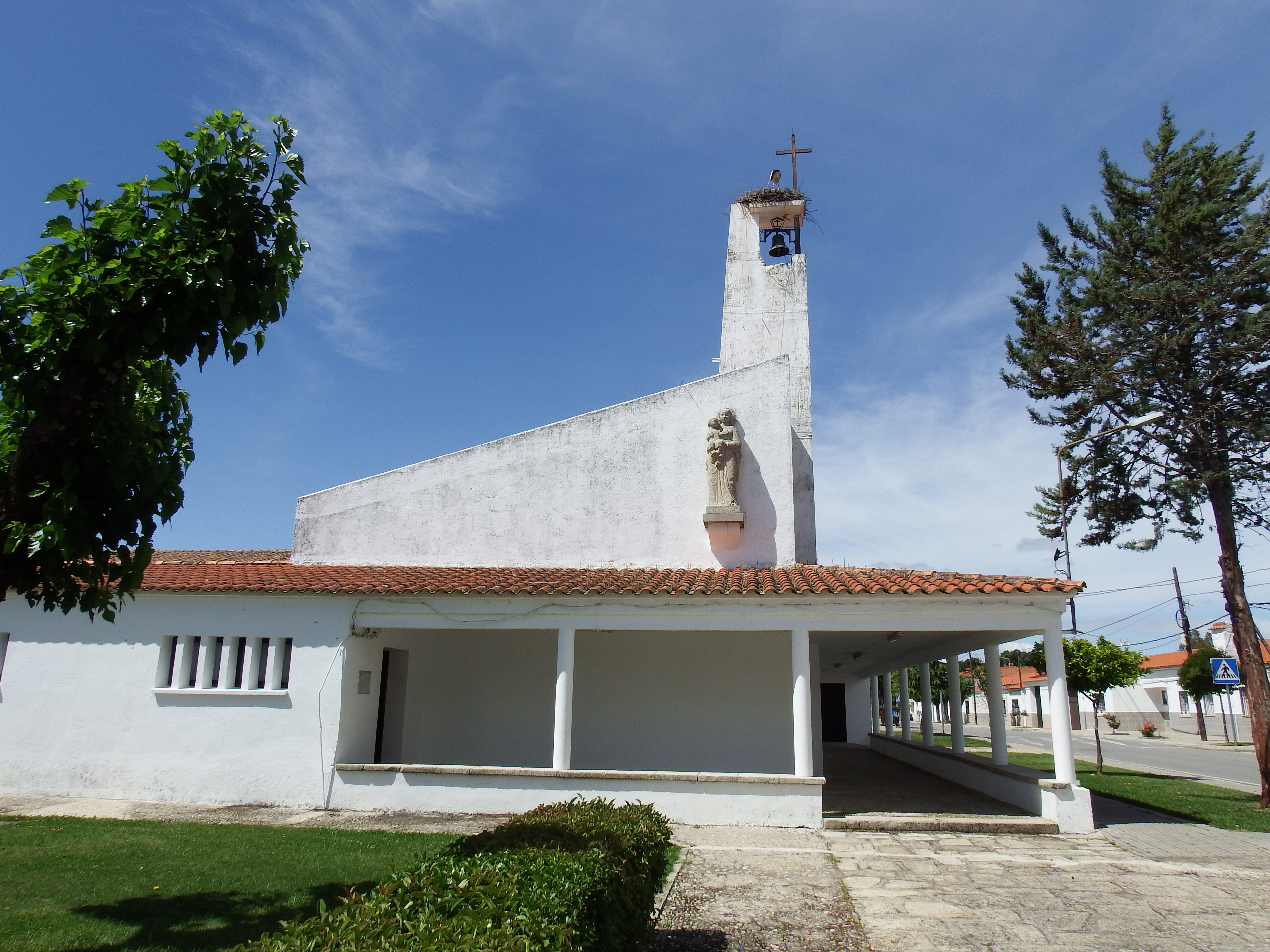
Kirche im Weiler Barquilla de Pinares

Talayuela ist eine spanische Kleinstadt und eine Gemeinde (municipio) mit 7.304 Einwohnern (Stand: 2024) in der Provinz Cáceres (Extremadura). Zur Gemeinde gehören mehrere Dörfer (aldeas), Weiler (pedanías) und Einzelgehöfte (fincas).

## Lage
Die Kleinstadt Talayuela liegt ca. 5 km südlich des Río Tiétar in einer Höhe von annähernd 290 m. Die Entfernung zur Provinzhauptstadt Cáceres beträgt etwa 125 km (Fahrtstrecke) in südwestlicher Richtung; die Stadt Toledo befindet sich gut 160 km östlich. Das Klima ist gemäßigt bis warm; Regen (ca. 390 mm/Jahr) fällt hauptsächlich im Winterhalbjahr.

## Bevölkerungsentwicklung
| Jahr      | 1857 | 1900 | 1950 | 2000 | 2021 |
| Einwohner | 672  | 417  | 1387 | 9444 | 7338 |

Das deutliche Bevölkerungswachstum seit den 1950er Jahren ist im Wesentlichen auf die sprunghafte Entwicklung des Tabakanbaus in der Umgebung zurückzuführen. Die Gemeinde hat einen Ausländeranteil von knapp 30 % (davon ca. 90 % Marokkaner); innerspanische Zuwanderer machen weitere ca. 50 % der Einwohner aus. Im Jahr 2013 lösten sich die während der Franco-Zeit in den Jahren 1957 und 1960 gegründeten „Koloniedörfer“ (poblados de colonización) Tiétar und Pueblonuevo de Miramontes mit insgesamt etwa 1700 Einwohnern von der Gemeinde und bilden seitdem eigene Ortschaften. 

## Wirtschaft
Der Anbau von Gerste, Weizen und anderen Feldfrüchten diente in früheren Jahrhunderten vorwiegend der Selbstversorgung. Die heutzutage wichtigsten Einnahmequellen des Ortes sind der Anbau und die Weiterverarbeitung von Tabak sowie die für den Betrieb der Maschinen notwendigen Handwerke. Außerdem hatte die Bauwirtschaft einen stetigen Aufschwung zu verzeichnen.

## Geschichte
Die sumpfige Gegend um Talayuela war jahrhundertelang malariaverseucht und weitgehend unbewohnt; so entstand der Ort erst im 16. Jahrhundert als Tochtergründung der Stadt Plasencia.

## Sehenswürdigkeiten
- Die aus Granit-Bruchsteinen erbaute Iglesia de San Martín de Tours stammt aus dem 16. Jahrhundert. Nur die Ecksteine, die beiden seitlichen Portalzonen, der Glockenturm und die Strebepfeiler bestehen überwiegend aus Sandstein. Auf der Südseite der Kirche befindet sich eine in den Stein eingemeißelte Sonnenuhr.[8]
- Die Kirche Nuestra Señora de la Asunción ist modern.

## Persönlichkeiten
- Rodrigo Sánchez Rodríguez (* 2000), Fußballspieler